# Gastronomía de Tuxtla Gutiérrez

## Platos típicos
Durante la Feria de San Marcos y de Guadalupe, eran muy apetecidas las sopas de fiestas, así llamaban a las sopas de fideo y de pan que incluyen aceitunas, pasas, ciruela pasa, rebanadas de huevos duros, rebanadas de plátanos fritos o almendras, también se les incluían trocitos de mollejas e hígado.
Otros platillos servidos en cualquier fiesta y celebración son: El cochito horneado, el estofado, la chanfaina, rebanadas de huevo duro aderezados con canela pulverizada, bolas de masa de maíz con chipilín, chicharrones con patashete y huevo en pipián, y puerco con chilmol y frijoles con chipilín más jocotes.
Platos zoques muy conocido eran: El zispolá, caldo de vaca con rebanadas de col, garbanzos, rabos de cebolla y poco achiote; y el pux-xaxé, guiso con trocitos de las vísceras de vacas, aderezado con un mole hecho de tomate, chile bolita y masa de maíz.
Al iniciar la temporada de lluvias, los hormigueros de arrieras se sobrepueblan de nuevas reinas (llamada cada una nucú) y abandonan sus hogares, rondando por varios lugares. Varios tuxtlecos todavía acostumbran recolectarlos y fritarlos; ya servidos en un plato o en una tortilla antes de enrollarla, se aderezan con jugo de limón. Durante el período lluvioso también se consumen los hongos comestibles (llamados moní por los tuxtlecos) con chilmol o huevos.
Otros platillos caseros son: El ciguamonte de conejo o venado con cebolla, masa de maíz y epazote. El frijol con tasajo, con costilla o con chicharrón, y chilmol y chile. El niguijutí, a base de espinazo de puerco, mole hecho con tomate, chile bolita, masa y cebolla, al sacarlo del fuego se le agrega jugo de limón. La sopa de chipilín. La pepita con tasajo...

## Bebidas típicas
Bebida común es el pozol blanco, masa de maíz mezclada con agua endulzada o sin endulzar. La elección de no endulzarlo es para tragar una pizca de sal y una rebanada de chile antes de beberlo (o tragar sal mezclada con polvo picante). Hay tuxtlecos que también prefieren prepararlo con masa fermentada y beberlo agrio.
El pozol con cacao, se prepara con una masa de maíz mezclada con cacao triturado, achiote y canela. Esta masa se mezcla con agua endulzada o sin endulzar. Mientras se bebe se comen unos bocados llamados charamuzcas, miel de dedo, panela y otros caramelos tradicionales.
Ambos tipos de pozol, el blanco y con cacao, se beben tradicionalmente en unas escudillas hechas de corteza de güira, llamadas bochis.
El taxcalate es un polvo de color rojizo hecho con maíz, achiote, canela y cacao tostados y pulverizados; este polvo se mezcla con agua endulzada o leche.
Varios tuxtlecos anteriormente acostumbraban agregarle frijoles sin freír a su atole agrio.
El atole de Tashiagual, que es de masa de maíz remojado y martajado, se coce hasta adquirir un color pardo.
Otras bebidas típicas son: Agua de chía, agua de tamarindo, tepache, atole de elote, champurrado, pinole y, horchata con semillas de melón y canela.

## Bocadillos de maíz
Tostada tuxtleca, tamal de chipilin, tamal de bola, tamal de mole, tamal de verduras, Tamal de picadillo, tamal de cambray, tamal de toro pinto y picte de elote.

## Dulces típicos
Puxinú,
el cual consta de maíz y cubierta de miel
, suspiro, nuégado, chimbo, garbanzo, gaznate, tortadita, empanizado, yumí cocido, dulce de coyol, dulce de jocote, dulce de cupapé, dulce de mango, dulce de mezquite, dulce de guanábana, dulce de guanábana, dulce de chilacayote, dulce de calabaza, dulce de pepita de calabaza y miel de panela, hostia, oblea de mejido, melcocha de cacahuate y caramelo de panela.